# Acharya (geslacht)
Acharya is een geslacht van vlinders van de familie spinneruilen (Erebidae), uit de onderfamilie Calpinae.

## Soorten
- A. crassicornis Moore, 1882
- A. franconia Swinhoe, 1903